# HD 3448
HD3448 є хімічно пекулярною зорею спектрального класу
F2 й має видиму зоряну величину в
смузі V приблизно  8.9.